# Ана Тимотич
Ана Тимотич (нар. 30 грудня 1982) — колишня сербська тенісистка.
Найвищу одиночну позицію світового рейтингу — 199 місце досягла 19 червня 2006, парну — 274 місце — 26 липня 2004 року.
Здобула 9 одиночних та 2 парні титули туру ITF.
Завершила кар'єру 2010 року.

## Фінали ITF

### Одиночний розряд: 21 (9–12)
| Легенда          |
| ---------------- |
| турніри $100,000 |
| турніри $75,000  |
| турніри $50,000  |
| турніри $25,000  |
| турніри $10,000  |

| Результат | Ранг | Дата              | Турнір                           | Покриття | Суперниця                  | Рахунок       |
| --------- | ---- | ----------------- | -------------------------------- | -------- | -------------------------- | ------------- |
| Перемога  | 1.   | 8 квітня 2001     | ITF Афіни, Греція                | Ґрунт    | Олена Яришко               | 7–5, 6–3      |
| Перемога  | 2.   | 22 квітня 2001    | ITF Белград, Югославія           | Ґрунт    | Мелінда Цінк               | 6–3, 5–7, 7–5 |
| Перемога  | 3.   | 1 липня 2001      | ITF Бостад, Швеція               | Ґрунт    | Аманда Гопманс             | 3–6, 6–3, 6–0 |
| Перемога  | 4.   | 22 вересня 2002   | ITF Барселона, Іспанія           | Ґрунт    | Марія Хосе Санчес Алаєто   | 6–3, 7–5      |
| Перемога  | 5.   | 20 жовтня 2002    | ITF Макарська, Хорватія          | Ґрунт    | Ленка Новотна              | 6–4, 3–6, 6–1 |
| Поразка   | 6.   | 24 листопада 2002 | ITF Майорка, Іспанія             | Ґрунт    | Марія Хосе Санчес Алаєто   | 6–2, 3–6, 6–3 |
| Поразка   | 7.   | 1 грудня 2002     | ITF Майорка, Іспанія             | Ґрунт    | Роса Марія Андрес Родрігес | 7–5, 7–5      |
| Перемога  | 8.   | 22 червня 2003    | ITF Canet-en-Roussillon, Франція | Ґрунт    | Амадін Сенґла              | 6–1, 6–2      |
| Поразка   | 9.   | 27 липня 2003     | ITF Горб, Німеччина              | Ґрунт    | Марія Кондратьєва          | 7–5, 6–3      |
| Перемога  | 10.  | 3 серпня 2003     | ITF Бад-Заульгау, Німеччина      | Ґрунт    | Тіна Шієхтль               | 4–6, 6–2, 7–5 |
| Перемога  | 11.  | 10 серпня 2003    | ITF Гехінген, Німеччина          | Ґрунт    | Елісе Тамаела              | 4–6, 6–4, 6–2 |
| Поразка   | 12.  | 28 вересня 2003   | ITF Джунія, Ліван                | Ґрунт    | Кіра Надь                  | 6–1, 7–5      |
| Поразка   | 13.  | 15 лютого 2004    | ITF Майорка, Іспанія             | Ґрунт    | Лаура Поус Тіо             | 4–6, 6–3, 6–0 |
| Поразка   | 14.  | 22 лютого 2004    | ITF Майорка, Іспанія             | Ґрунт    | Ана Іванович               | 6–1, 6–1      |
| Перемога  | 15.  | 10 липня 2005     | ITF Торунь, Польща               | Ґрунт    | Йоанна Сакович-Костецька   | 6–1, 6–2      |
| Поразка   | 16.  | 25 вересня 2005   | ITF Тбілісі, Грузія              | Ґрунт    | Сандра Заглавова           | 6–0, 6–3      |
| Поразка   | 17.  | 2 жовтня 2005     | ITF Батумі, Грузія               | Тверде   | Анастасія Якімова          | 6–4, 6–1      |
| Поразка   | 18.  | 22 жовтня 2005    | ITF Севілья, Іспанія             | Ґрунт    | Кончіта Мартінес Гранадос  | 6–2, 6–2      |
| Поразка   | 19.  | 21 жовтня 2006    | ITF Севілья, Іспанія             | Ґрунт    | Вердіана Верарді           | 6–4, 6–4      |
| Поразка   | 20.  | 29 липня 2007     | ITF Горб, Німеччина              | Ґрунт    | Наталія Орлова             | 1–6, 6–0, 6–3 |
| Поразка   | 21.  | 5 жовтня 2009     | ITF Подгориця, Чорногорія        | Ґрунт    | Рената Ворачова            | 7–5, 2–1 ret. |

### Парний розряд: 5 (2–3)
| Результат | Ранг | Дата           | Турнір                  | Покриття | Партнерка                  | Суперниці                           | Рахунок       |
| --------- | ---- | -------------- | ----------------------- | -------- | -------------------------- | ----------------------------------- | ------------- |
| Поразка   | 1.   | 1 жовтня 2000  | ITF Льєйда, Іспанія     | Ґрунт    | Кароліне Анн-Басу          | Патрісія Азнар Барбара Наварро      | 6–1, 6–3      |
| Поразка   | 2.   | 22 квітня 2001 | ITF Белград, Югославія  | Ґрунт    | Драгана Ілич               | Даніела Клеменшиц Сандра Клеменшиц  | 6–2, 6–1      |
| Поразка   | 3.   | 13 жовтня 2002 | ITF Макарська, Хорватія | Ґрунт    | Зузана Земенова            | Яна Мацурова Ленка Новотна          | 1–6, 6–3, 6–3 |
| Перемога  | 4.   | 1 грудня 2002  | ITF Майорка, Іспанія    | Ґрунт    | Роса Марія Андрес Родрігес | Ірина Бремон Маріанна Юферова       | 6–4, 6–3      |
| Перемога  | 5.   | 15 лютого 2004 | ITF Майорка, Іспанія    | Ґрунт    | Роса Марія Андрес Родрігес | Лурдес Домінгес Ліно Лаура Поус Тіо | 3–6, 6–4, 6–4 |